# Sông Phachi
Sông Phachi (tiếng Thái: แม่น้ำภาชี) là một con sông ở phía tây Thái Lan. Sông này bắt nguồn từ núi Tanawsri ở tiểu huyện Ban Kha và chảy qua các huyện Suan Phueng và Chom Bueng, tỉnh Ratchaburi. Sông đổ vào sông Kwai ở tỉnh Kanchanaburi.